# Chad Channing
Chad Channing, född den 31 januari 1967 i Santa Rosa, Kalifornien i USA, var grungebandet Nirvanas fjärde trummis och spelade med bandet mellan 1988 och 1990.

## Biografi
Chad Channings föräldrar var Wayne och Burnyce Channing och då fadern var discjockey flyttade familjen ofta allteftersom han blev erbjuden arbete över hela USA. När Chad Channing var 13 år bröt han sitt lårben under en idrottslektion i skolan. Under rehabiliteringen upptäckte han musiken och det började med att hans föräldrar köpte en elbas till honom. Ett tag senare fick han ett trumset av sina föräldrar för att kunna bygga upp sin benstyrka igen. Det visade sig att han var en naturbegåvning på trummor och han började jamma med sina vänner. Han grundade bandet Tic-Dolly-Row tillsammans med Ben Shepherd och därefter blev han introducerad för Kurt Cobain och Krist Novoselic, från Nirvana, som vid tillfället letade efter en ny trummis och de valde Channing.
Channing medverkade på Nirvanas första singel "Love Buzz" (1988), deras debutalbum Bleach (1989) och han var dessutom med i bandets första musikvideo för låten "In Bloom" (1990). Han spelade även cymbaler på låten "Polly" (1990) och det var denna version av låten som kom med på Nirvanas genombrottsalbum Nevermind. Vid det laget hade Channing lämnat bandet efter att Cobain var missnöjd med hans trummande och Channing själv var missnöjd över att inte få vara med och skriva några av Nirvanas låtar. Channing spelade sin sista konsert med Nirvana på The Zoo i Boise i Idaho den 17 maj 1990 och fick kort därefter sparken från bandet.
Efter Channing tog Dan Peters tillfälligt över rollen som bandets trummis, innan Dave Grohl gick med i Nirvana.

## Diskografi (urval)

### Nirvana
- 1989 – Bleach – trummor
- 1991 – Nevermind – cymbaler på låten "Polly" (okrediterad)
- 1992 – Incesticide – trummor på "Dive", "Stain" och "Big Long Now"
- 1996 – From the Muddy Banks of the Wishkah – trummor på "Polly" och "Breed"
- 2002 – Nirvana – trummor på "About a Girl" och "Been a Son"